# Onthophagus werneri
Onthophagus werneri là một loài bọ cánh cứng trong họ Bọ hung (Scarabaeidae).